# Versailles (film, 2008)
Versailles je francouzský hraný film z roku 2008, který režíroval Pierre Schoeller podle vlastního scénáře. Snímek měl světovou premiéru na filmovém festivalu v Cannes dne 19. května 2008.

## Děj
Paříž v roce 2008. Dítě a jeho mladá matka spí venku. Nina je nezaměstnaná a nemá žádné kontakty, Enzovi je 5 let. Nina najde noviny s článkem o spolku pomáhajícím nezaměstnaným, rozhodne se ho kontaktovat, aby se pokusila se synem dostat z bídy.
Jedné noci ji náhodou naleznou spící na ulici zaměstnanci sociální péče a odvedou je do přijímacího centra ve Versailles. Když dorazí, Nina chce vyhledat spolek, ale Enzo uteče do lesa poblíž zámku, kde potkají mladého muže jménem Danien, který žije v chatě, odříznutý od všeho.
Nina s ním stráví noc a brzy ráno opustí dítě a zmizí. Když se probudí, Damien objeví Enza samotného, pokusí se ho vzít zpět do města, ale dítě se vrátí do chatky. Časem se mezi nimi vytvoří silné pouto. Jednoho dne Damien onemocní a nemůže vstát, požádá Enza, aby přivolal pomoc.
Damien je propuštěn z nemocnice. Když vidí, že Enzo na něj stále čeká na ulici, pochopí, že pro něj musí udělat to, co by udělal otec a vezme ho ke svému otci, se kterým přerušil veškeré styky. Představí Enza jako svého syna, začne pracovat na stavbě a nakonec ho legálně přihlásí na radnici, aby Enzo mohl konečně jít do školy. Tento život ho ale tíží, volá ho jeho bývalá svoboda a jednoho rána odejde s batohem, nechá Enza rodičům, kteří k dítěti přilnuli, a zmizí. O sedm let později dostanou Damienovi rodiče dopis od Enzovy matky, která by ráda znovu viděla své dítě.

## Obsazení
| Guillaume Depardieu        | Damien              |
| Max Baissette de Malglaive | Enzo, dítě          |
| Mattéo Giovanetti          | Enzo, dospívající   |
| Judith Chemla              | Nina                |
| Aure Atika                 | Nadine              |
| Patrick Descamps           | Jean-Jacques        |
| Alain Libolt               | muž s dekou         |
| Blandine Lenoir            | sociální pracovnice |
| Émilie Lafarge             | sociální pracovnice |

## Ocenění
- César: nominace v kategoriích nejlepší  filmový debut (Pierre Schoeller) a nejlepší herec (Guillaume Depardieu)